# Arthur Tedder
El Mariscal de la Reial Força Aèria Arthur William Tedder, 1r Baró Tedder de Glenguin GCB (11 de juliol de 1890 - 3 de juny de 1967) va ser un oficial superior de la RAF i un destacat comandant britànic durant la Segona Guerra Mundial.

## Biografia
Arthur Tedder va néixer al poble de Glenguin, prop de Stirling (Escòcia). Era fill de Sir Arthur John Tedder i d'Emily Charlotte Bryson. Va assistir al Whitgift School i al Magdalene College de Cambridge, on estudià història. Mentre que estava a la universitat, Tedder es va fer oficial a la reserva al Regiment Dorsetshire el 1913. S'uní al Servei Colonial i serví a l'administració a Fiji, però tornà al Regne Unit per unir-se al seu regiment.

### I Guerra Mundial i anys d'entreguerres
El 1916 va lesionar-se el genoll, convertint-se en incapaç per a servir a la infanteria. Per tant, el 1916 va ser destinat al Royal Flying Corps, servint a França entre 1916 i 1917, a on serví primer amb el 25è Esquadró RFC, i després com a comandant de dos esquadrons més (70è Esquadró RFC i 67è Esquadró RFC). Entre 1818 i 1919 serví a Egipte com a comandant de l'Escola de Navegació i Bombardeig i de l'Ala 38.
Després de la guerra, Tedder acceptà el trasllat a la nova Reial Força Aèria com a Cap d'Esquadró i comandà els esquadrons 207 i 274, ambdós amb seu a la base de Bircham Newron (l'Esquadró 207, equipat amb bombarders DH9a, va ser desplegat a Turquia el 1922/23 durant la Crisi de Chanak). Des de 1923, Tedder va treballar en l'entrenament, tant com a alumne de l'Acadèmia d'Estat Major i a l'Acadèmia de Defensa Imperial com a l'Estat Major del Directori d'Entrenament, l'Acadèmia d'Estat Major de la RAF i l'Acadèmia d'Armament Aeri (com a comandant el 1932). El 1931 Tedder va ser promogut al rang de Capità de Grup i entre 1934 i 1936 serví com a Director d'Entrenament.
El 1936 va ser nomenat Comandant Oficial de l'Aire de les Forces de l'Orient Llunyà i el 1938 esdevingué director general de recerca del Ministeri de l'Aire.

### Segona Guerra Mundial

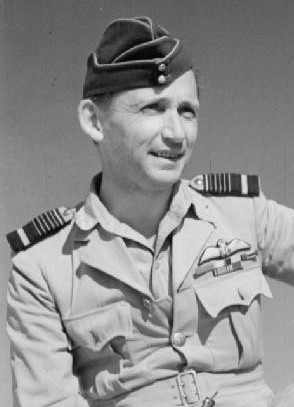
Arthur Tedder

Amb l'esclat de la guerra el 1939, el departament de Tedder va ser traslladat al recentment creat Ministeri de Producció Aèria, però Tedder era incapaç de tenir una bona relació de treball amb el ministre, Lord Beaverbrook i, conseqüentment, amb el Primer Ministre Churchill i, al novembre de 1940, va ser nomenat Adjunt al Comandant en Cap de la RAF de la Comandància de l'Orient Mitjà.
Tedder va ser nomenat Comandant en Cap de l'Aire de la Comandància de l'Orient Mitjà al juny de 1941 amb el rang temporal de Mariscal de l'Aire (fet permanent a l'abril de 1942). No era la primera opció de Churchill pel treball, però no hi va haver alternativa quan el preferit de Churchill, el Vicemariscal de l'Aire O.T. Boyd, va ser fet presoner Tedder va ser nomenat. Com a comandant de l'Aire a l'Orient Mitjà, comandà les operacions aèries a la Mediterrània i al Nord d'Àfrica, cobrint l'evacuació de Creta al maig de 1941 i l'Operació Crusader al nord d'Àfrica. Després de victòries i derrotes lluitant contra l'Afrika Korps de Rommel, les forces aèries de Tedder van esdevenir claus per assolir la victòria a El Alamein. Una de les seves tàctiques de bombardeig va ser coneguda com "La Catifa de Tedder".
El desembre del 1943, temporalment Mariscal en Cap de l'Aire, Tedder va prendre el comandament de les Forces Aèries Aliades a la Mediterrània, participant en la planificació de la invasió aliada de Sicília
Quan començà a planificar-se l'Operació Overlord (la invasió de França), Tedder va ser nomenat Adjunt al Comandant Suprem, immediatament per sota del General Eisenhower. Trobant-se amb poca responsabilitat en aquest nou paper, lluità pel control de la planificació aèria pel Dia D amb el comandant de la Força Aèria Expedicionària Aliada, Trafford Leigh-Mallory. Desenvolupà una antipatia cap al General Montgomery, convertint-se en un crític a la seva actuació durant la difícil Batalla de Normandia i després, i advocant per la retirada de Montgomery de la comandància.

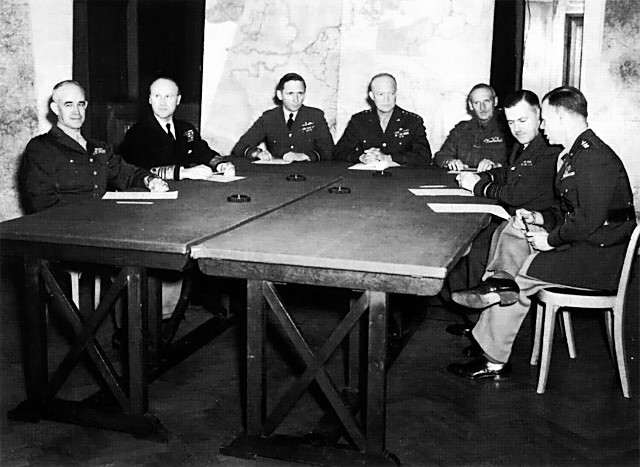
Una reunió de l'Estat Major del SHAEF: (d'esquerra a dreta) el Tinent General Bradley, l'Almirall Ramsay, el Mariscal de l'Aire Tedder, el General Eisenhower, el General Montgomery, el Mariscal en Cap de l'Aire Leigh Mallory i el Tinent General Smith.

En les darreres etapes de la guerra, Tedder va ser enviat a la Unió Soviètica per demanar ajut quan el Front Occidental tingué la pressió de la batalla de les Ardenes. Amb la rendició incondicional d'Alemanya al maig de 1945, Tedder signà en nom del General Eisenhower a Berlín.
Fet cavaller el 1942, se li oferí rebre un títol nobiliari al final de la guerra. Succeí a Charles Portal com a Cap de l'Estat Major de l'Aire, servint-hi entre 1946 i 1950. El 1947 participà en les Conferències Less Knowles, sent publicada amb el títol Air Power in War (Poder Aeri en la Guerra).

### Després de la guerra
Tedder va ser autor d'un estudi sobre la Royal Navy, i posteriorment va escriure les seves memòries de guerra. El 1950 esdevingué Canceller de la Universitat de Cambridge. El 1950 serví com a representant britànic al comitè militar de l'OTAN a Washington DC. També serví com a Vicepresident del Gabinet de Governadors de la BBC. Als darrers anys de la seva vida desenvolupa la Malaltia de Parkinson, morint a Surrey el 1967, amb 76 anys.

## Carrera
A continuació es mostra la seva carrera militar: 

Exèrcit
- Tinent de 2a – 2 de setembre de 1913
- Tinent – 10 de gener de 1915
- Capità (en funcions) – 21 de març de 1916
- Capità – 13 de juny de 1916
- Major (en funcions) – 1 de gener de 1917

RAF
- Major – 1 d'abril de 1918
- Tinent Coronel (en funcions) – 24 de juny de 1918
- Comandant d'Ala – 1 de gener de 1924
- Capità de grup – 1 de gener de 1931
- Comodor de l'Aire – 1 de juliol de 1934
- Vicemariscal de l'Aire – 1 de juliol de 1937
- Mariscal de l'Aire (en funcions) – 29 de novembre de 1940
- Mariscal de l'Aire – 14 d'abril de 1942 (antiguitat d'1 de juny de 1941)
- Mariscal en Cap de l'Aire (en funcions) – 1 de juliol de 1942
- Mariscal en Cap de l'Aire – 6 de juny de 1945
- Mariscal de la Reial Força Aèria – 12 de setembre de 1945

## Condecoracions
- Gran Creu de Cavaller de l'Orde del Bany (27-11-1942)
- 2 Mencions als Despatxos (22-6-1919 / 5-6-1919)
- Estrella de 1914
- Medalla Britànica de la Guerra 1914-20
- Medalla de la Victòria 1914-1918
- Estrella de 1939-45
- Estrella d'Àfrica
- Estrella d'Itàlia
- Estrella de França i Alemanya
- Medalla de la Guerra 1939-1945
- Medalla del Jubileu de Plata del Rei Jordi V 1935
- Medalla de la Coronació del Rei Jordi VI 1937
- Medalla al Valor Militar de Plata (Itàlia) (26-5-1917)
- Gran Cordó de l'Orde de Nichan Iftikhar (Tunísia) (27-8-1943)
- Gran oficial l'orde d'Ouissam Alauita (Marroc) (27-8-1943)
- Comandant en Cap de la Legió del Mèrit (EUA) (27-8-1943)
- Medalla del Servei Distingit a l'Exèrcit (EUA) (14-6-1946)
- Gran Creu de l'Orde Polònia Restituta (Polònia) (1-10-1943)
- Orde de Kutuzov de 1a Classe (URSS) (28-8-1945)
- Gran Creu de la Legió d'Honor (França) (1945)
- Creu de Guerra amb Palma (França) (27-9-1946)
- Gran Creu de l'Orde de la Corona (Bèlgica) (18-6-1946)
- Creu de Guerra amb Palma (Bèlgica) (18-6-1946)
- Gran Creu de la Reial Orde de Jordi I amb espases (Grècia) (6-9-1946)
- Gran Creu de Cavaller de l'Orde d'Orange-Nassau amb Espases (31-10-1947)